# Le Châtelard
Le Châtelard é uma comuna da Suíça, no Cantão Friburgo, com cerca de 342 habitantes. Estende-se por uma área de 7,48 km², de densidade populacional de 46 hab/km². Confina com as seguintes comunas: Grangettes, Marsens, Massonnens, Sorens, Villorsonnens.
A língua oficial nesta comuna é o Francês.